# 7456 Doressoundiram
A 7456 Doressoundiram (ideiglenes jelöléssel 1982 OD) a Naprendszer kisbolygóövében található aszteroida. Edward L. G. Bowell fedezte fel 1982. július 17-én.